# Ute Stange
Ute Stange (n. 2 aprilie 1966, Heubach⁠(d), Turingia, Germania) este o canotoare ce a reprezentat Germania, medaliată olimpică. A participat la 3 ediții ale Jocurilor Olimpice (1988, 1992, 1996) în care a câștigat o medalie de aur și o medalie de bronz.